# کیچی هارا
کیچی هارا (انگلیسی: Keiichi Hara؛ زادهٔ ۲۴ ژوئیهٔ ۱۹۵۹) کارگردان فیلم، کارگردان انیمیشن، فیلم‌نامه‌نویس، و پویانما اهل ژاپن است.